# 陈立英
陈立英（1924年—），女，湖南常德人，中华人民共和国政治人物，曾任云南省人民政府副省长，云南省政协副主席。